# Hurricaneglas

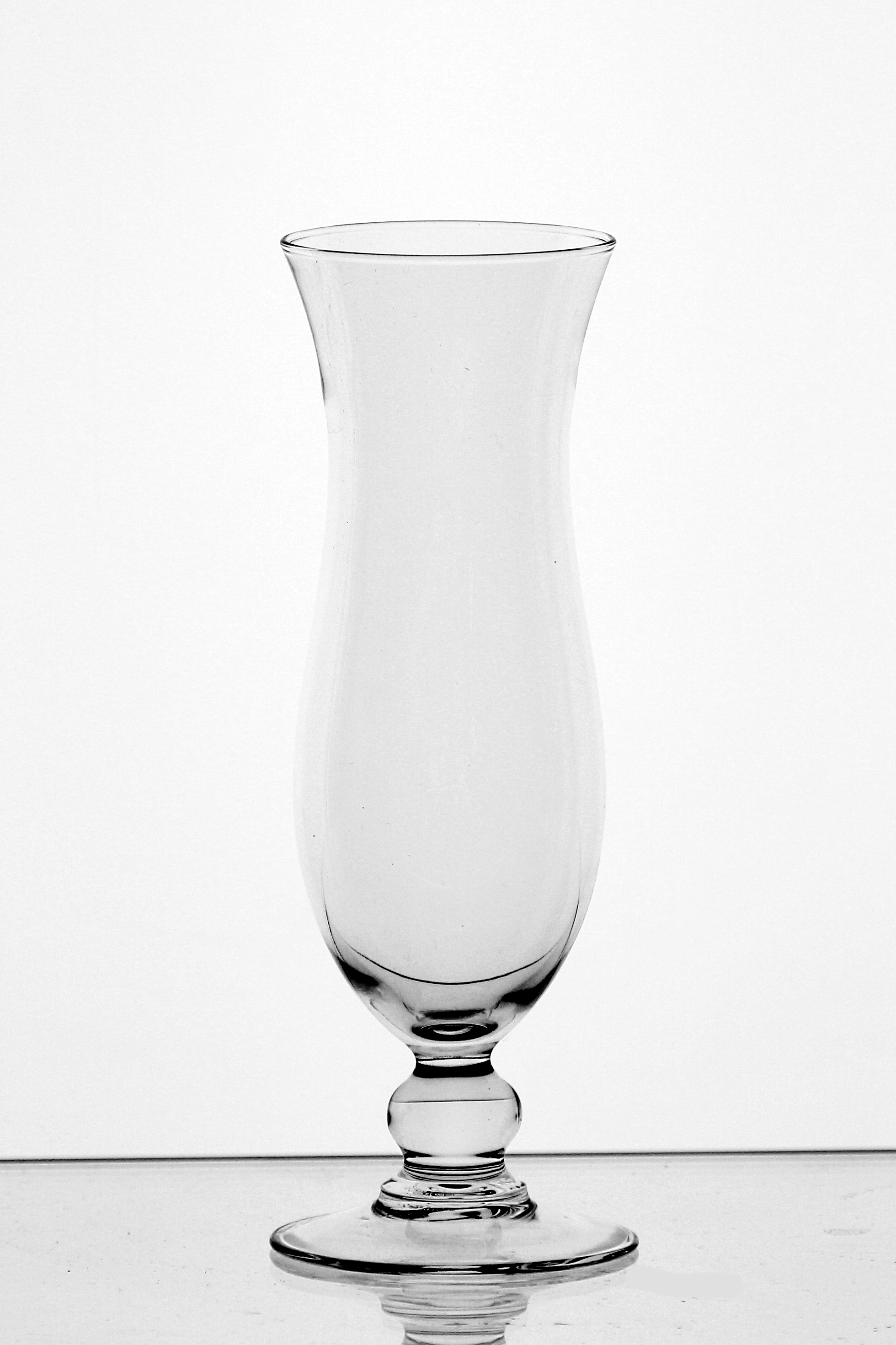
Hurricaneglas

Ein Hurricaneglas ist ein hohes, bauchiges, geschwungenes Trinkglas mit einem kurzen Stiel, das zum Servieren von Cocktails verwendet wird. Es eignet sich insbesondere für Coladas, Batidas und andere tropische oder karibische Fancy-Drinks wie den gleichnamigen Cocktail Hurricane. Bezeichnungen für ähnliche Stielgläser mit geschwungenem Glaskörper, die teilweise synonym verwendet werden, sind Squallglas (dieses ist in der Regel etwas gedrungener und bauchiger), Squall Hurricane oder allgemein Fancy-Glas.
Der Begriff „hurricane“ (englisch für Hurrikan, tropischer Wirbelsturm) erinnert an die oftmals geschwungene Glasröhre in Petroleumlampen, die im Englischen auch hurricane lamps genannt werden. Das Glas schützt die Flamme vor dem Wind, so dass die Lampen sogar im Sturm brennen.
Typischerweise haben Hurricanegläser nur einen sehr kurzen, dicken Stiel, der Glaskörper ist schlank, geschwungen und sich nach oben tulpenförmig öffnend. Hurricanegläser sind in verschiedenen Größen erhältlich, geläufige Formen umfassen ca. 44 bis 70 cl.

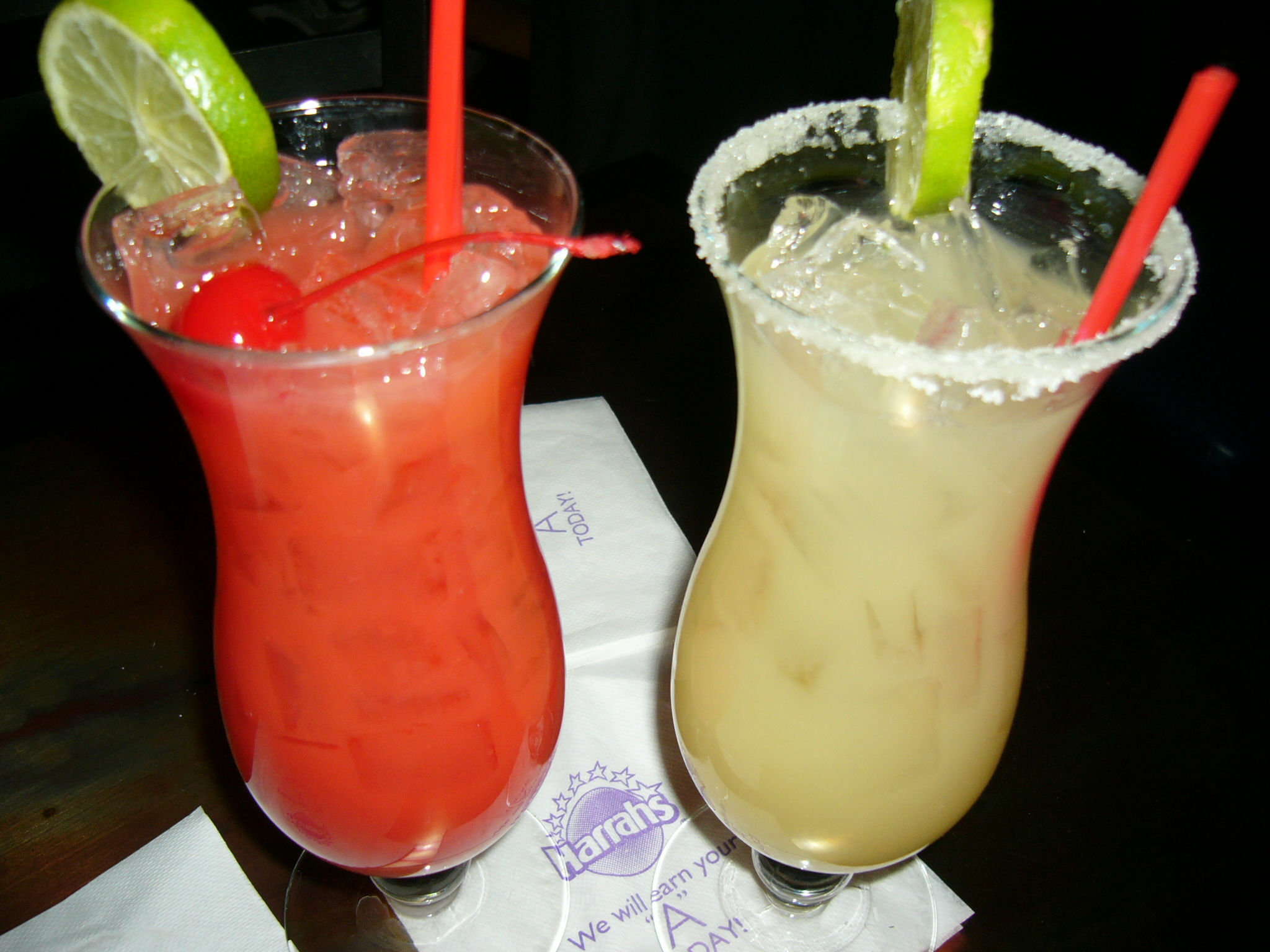
Zwei Cocktails in Hurricanegläsern
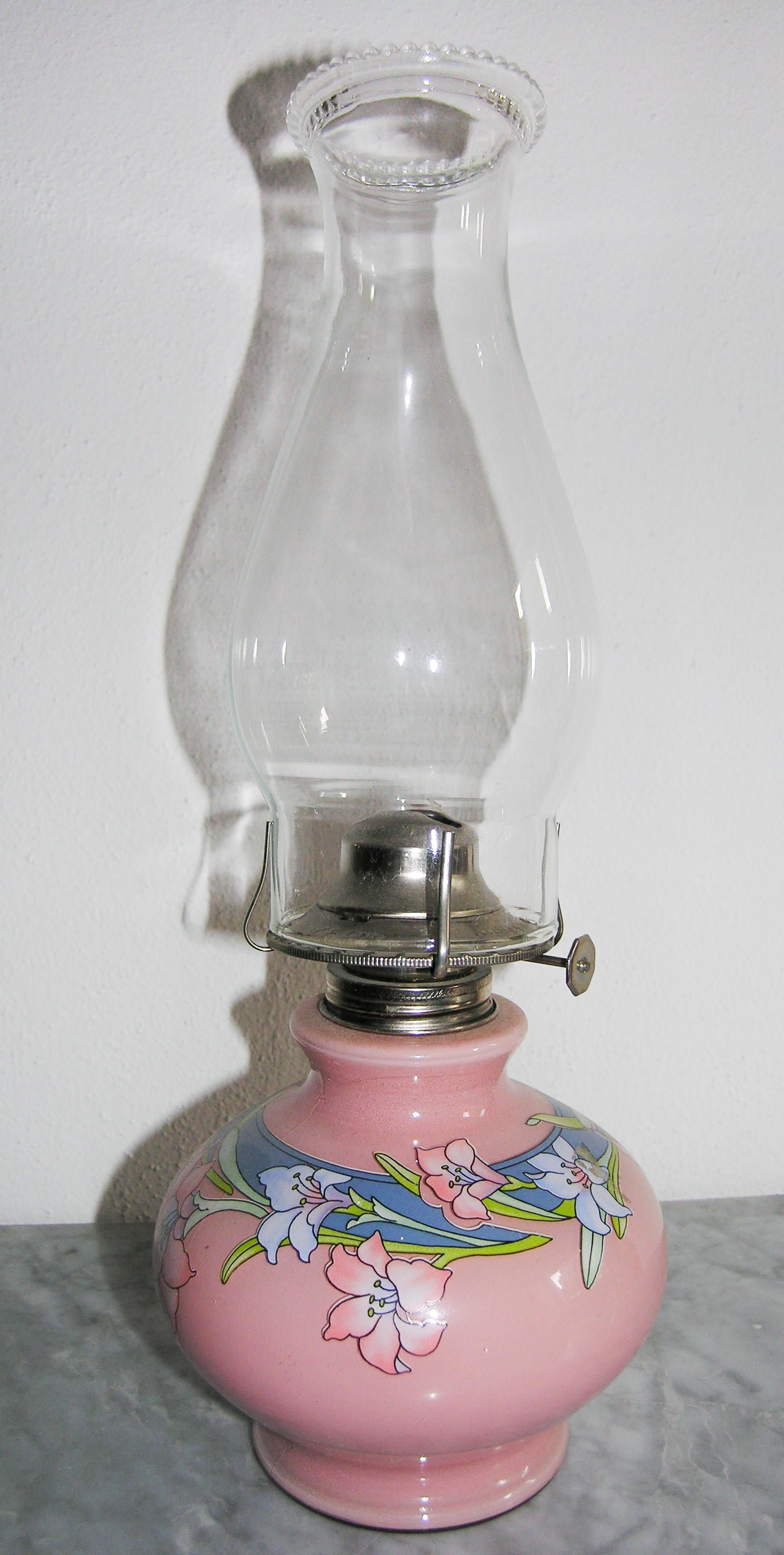
Vorbild: Petroleumlampe mit Glaskolben
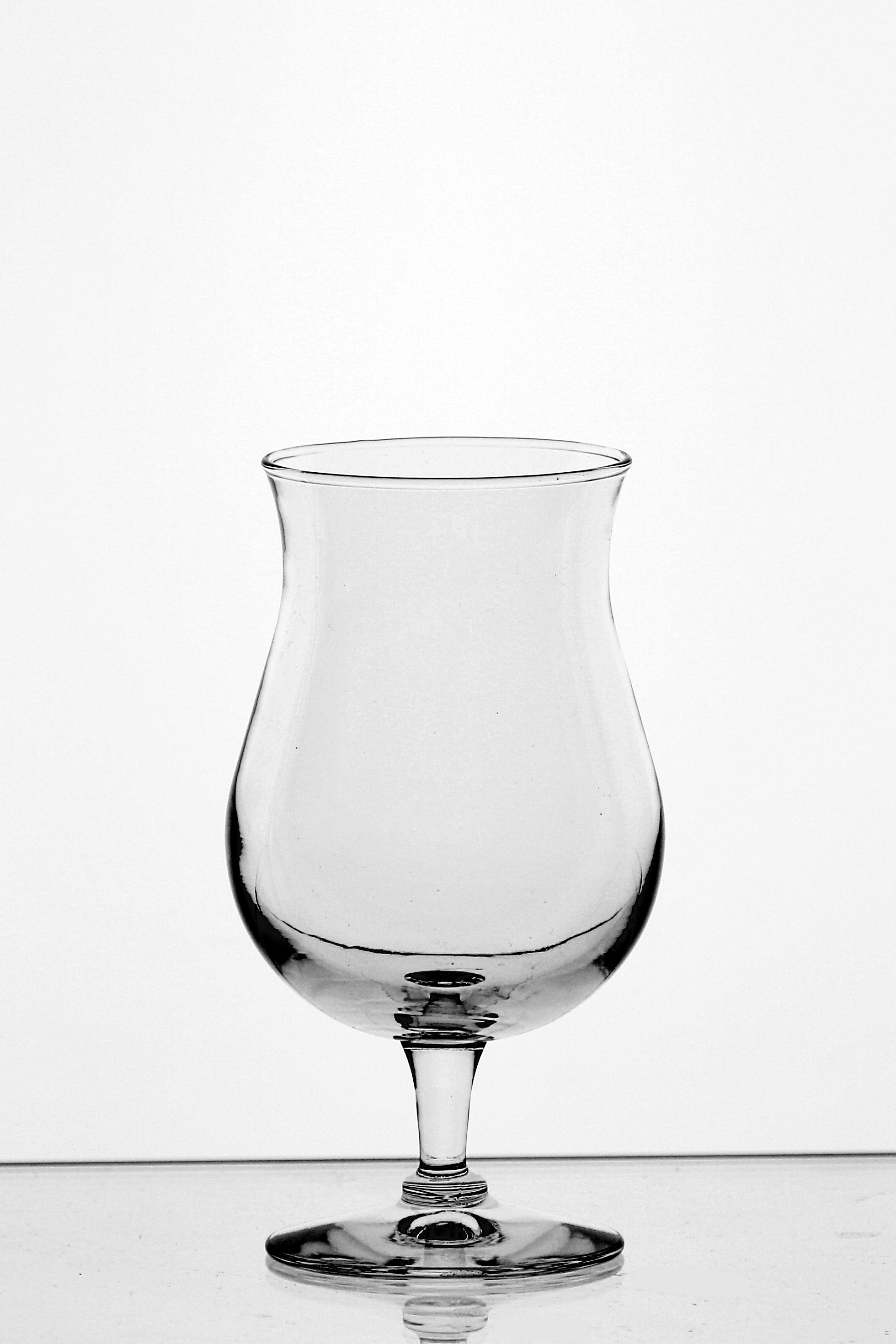
Weiteres Fancy-Glas („Squallglas“)
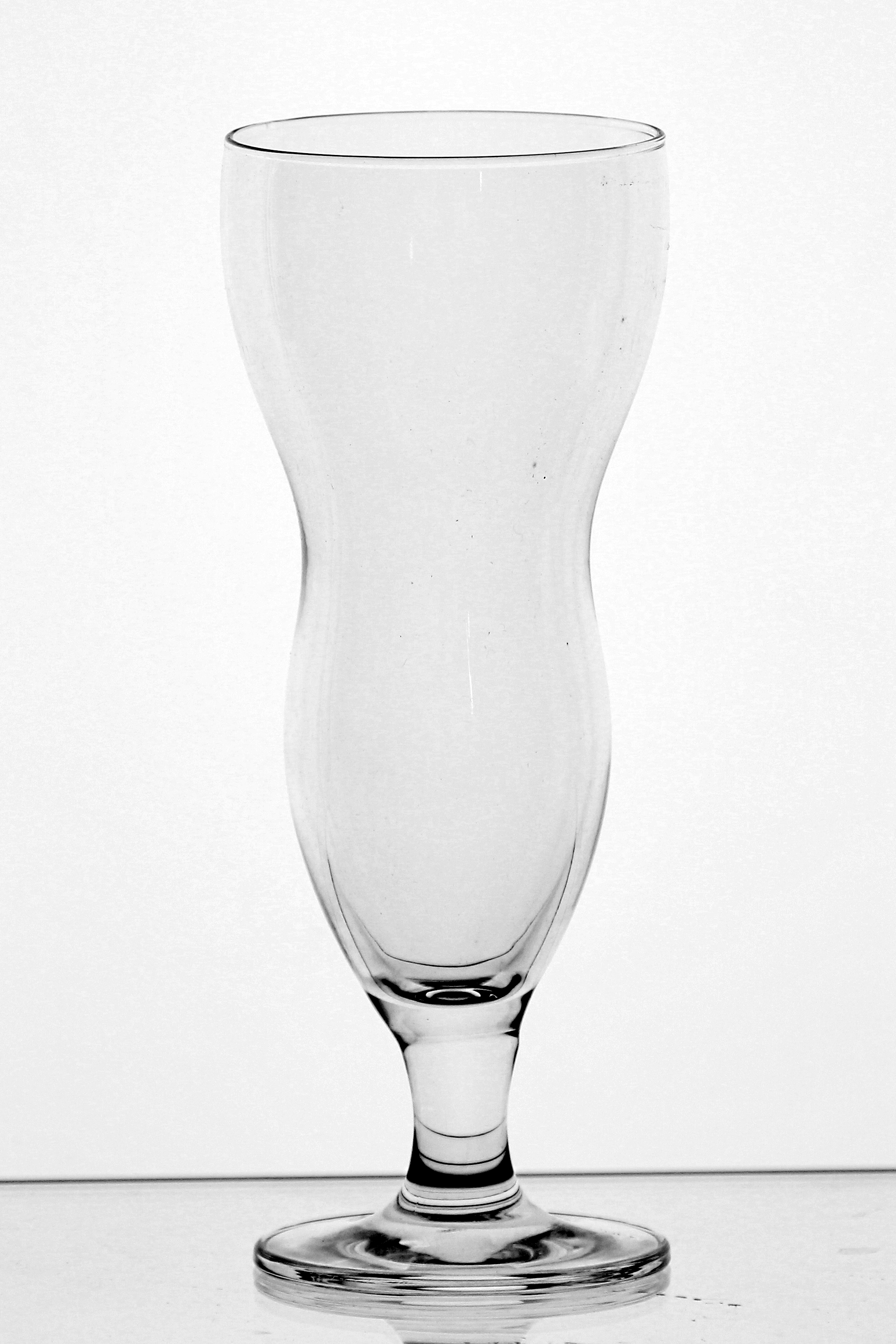
Weiteres Fancy-Glas